# کاراجورجواتس
کاراجورجواتس (به صربی: Karađorđevac) یک منطقهٔ مسکونی در صربستان است که در لسکواس واقع شده‌است. کاراجورجواتس ۴۱۷ نفر جمعیت دارد.